# 싱산구
싱산구(한국어: 흥산구, 중국어: 兴山区, 병음: Xìngshān Qū)는 중화인민공화국 헤이룽장성 허강 시의 행정구역이다. 넓이는 27km2이고, 인구는 2007년 기준으로 50,000명이다.

## 행정 구역
4개 가도를 관할한다.
- 가도: 沟南街道, 沟北街道, 岭南街道, 岭北街道.